# Climacia bimaculata
Climacia bimaculata är en insektsart som beskrevs av Banks 1913. Climacia bimaculata ingår i släktet Climacia och familjen svampdjurssländor. Inga underarter finns listade i Catalogue of Life.